# Der Wein
Le Vin
Der Wein (Le Vin) est un air de concert pour soprano et orchestre, composé en 1929 par Alban Berg selon la technique dodécaphonique et créé le 4 juin 1930 par la soprano Ruzena Herlinger sous la direction d'Hermann Scherchen, à Königsberg au festival de l’Allgemeiner Deutscher Musikverein.
Après avoir créé en 1928 la version orchestrale des Sieben frühe Lieder, la cantatrice Ruzena Herlinger commande un air de concert à Berg, lequel est alors en pleine composition de Lulu. 
Berg choisit trois poèmes des Fleurs du mal de Charles Baudelaire, parmi les cinq que contient la section intitulée « Le Vin », dans la traduction allemande du poète symboliste Stefan George : « Die Seele des Weines » (« L'Âme du vin »), « Der Wein der Liebenden » (« Le Vin des amants »), « Der Wein des Einsamen » (« Le Vin du solitaire »).

## Discographie sélective
- Jessye Norman, New York Philharmonic, dir. Pierre Boulez (Sony).
- Anne Sofie von Otter, Orchestre philharmonique de Vienne, dir. Claudio Abbado (Deutsche Grammophon).